# Archidiocèse de Botucatu
L'archidiocèse de Botucatu (en latin, Archidioecesis Botucatuensis) est une circonscription ecclésiastique de l'Église catholique au Brésil.
Son siège se situe dans la ville de Botucatu, dans l'État de São Paulo.
Son archevêque est depuis 2008 Maurício Grotto de Camargo (pt).